# Pachygnatha bonneti
Pachygnatha bonneti là một loài nhện trong họ Tetragnathidae.
Loài này thuộc chi Pachygnatha. Pachygnatha bonneti được miêu tả năm 1973 bởi Senglet.